# Sommer-Paralympics 2020/Teilnehmer (Japan)
| stlisierte Goldmedaille | stlisierte Silbermedaille | stlisierte Bronzemedaille |
| ----------------------- | ------------------------- | ------------------------- |
| 13                      | 15                        | 23                        |

Japan nahm als Gastgeber an den Paralympischen Spielen Tokio 2020 vom 24. August bis zum 5. September 2021 teil. Die japanische Mannschaft bestand aus 262 Athletinnen und Athleten, die in 22 Disziplinen antraten. Es war die fünfzehnte Teilnahme Japans bei Paralympischen Spielen. Bei der Eröffnungsfeier waren die Triathlon-Athletin Mami Tani und der Tischtennisspieler Koyo Iwabuchi Fahnenträger.

## Medaillengewinner

### Gold
| Name                                     | Sportart        | Wettkampf                      |
| ---------------------------------------- | --------------- | ------------------------------ |
| Tayuki Suzuki                            | Schwimmen       | Männer 100 m Freistil S4       |
| Naohide Yamaguchi                        | Schwimmen       | Männer 100 m Brust SB14        |
| Tomoki Sato                              | Leichtathletik  | Männer 1500 m T52              |
| Keiko Sugiura                            | Radsport        | Frauen Time Trial C1-3         |
| Tomoki Sato                              | Leichtathletik  | Männer 400 m T52               |
| Hidetaka Sugimura                        | Boccia          | Männer Einzel BC2              |
| Keiko Sugiura                            | Radsport        | Frauen Straße C1-3             |
| Keichi Kimura                            | Schwimmen       | Männer 100 m Schmetterling S11 |
| Misato Michishita (Begleiter: Jun Shida) | Leichtathletik  | Frauen Marathon T12            |
| Sarina Satomi                            | Badminton       | Frauen Einzel WH 1             |
| Shingo Kunieda                           | Rollstuhltennis | Männer Einzel                  |
| Daiki Kajiwara                           | Badminton       | Männer Einzel WH2              |
| Sarina Michishita Yuma Yamazaki          | Badminton       | Frauen Doppel WH1-WH2          |

### Silber
| Name | Sportart            | Wettkampf                      |
| --- | ------------------- | ------------------------------ |
| Miyuki Yamada | Schwimmen           | Frauen 100 m Rücken S2         |
| Uchu Tomita | Schwimmen           | Männer 400 m Freistil S11      |
| Kenya Karasawa | Leichtathletik      | Männer 5000 m T11              |
| Tadayuki Suzuki | Schwimmen           | Männer 200 m Freistil S4       |
| Hideki Uta | Paratriathlon       | Männer PTS4                    |
| Shinya Wada | Leichtathletik      | Männer 1500 m T11              |
| Keiichi Kimura | Schwimmen           | Männer 100 m Brust SB11        |
| Tadayuki Suzuki | Schwimmen           | Männer 50 m Freistil S4        |
| Miyuki Yamada | Schwimmen           | Frauen 50 m Rücken S2          |
| Uchu Tomita | Schwimmen           | Männer 100 m Schmetterling S11 |
| Yui Kamiji | Rollstuhltennis     | Frauen Einzel                  |
| Yuki Oya | Leichtathletik      | Männer 100 m T52               |
| Ayako Suzuki | Badminton           | Frauen Einzel SU5              |
| Keisuke Kawamoto Kazuki Takahashi Keiko Tanaka | Boccia              | Mixed Paare BC3                |
| Akira Toyoshima Renshi Chokai Rin Kawahara Takuya Furusawa Ryuga Akaishi Tetsuya Miyajima Kiyoshi Fujisawa Reo Fujimoto Kei Akita Takayoshi Iwai Hiroaki Kozai | Rollstuhlbasketball | Männer                         |

### Bronze
| Name | Sportart        | Wettkampf                 |
| --- | --------------- | ------------------------- |
| Tayuki Suzuki | Schwimmen       | Männer 50 m Brust SB3     |
| Tayuki Suzuki | Schwimmen       | Männer 150 m Lagen SM4    |
| Shinya Wada | Leichtathletik  | Männer 5000 m T11         |
| Hirokazu Ueyonabaru | Leichtathletik  | Männer 400 m T52          |
| Hirokazu Ueyonabaru | Leichtathletik  | Männer 1500 m T52         |
| Yujiro Seto | Judo            | Männer bis 66 kg          |
| Kazusa Ogawa | Judo            | Frauen bis 70 kg          |
| Maki Ito | Tischtennis     | Einzel Klasse 11          |
| Satoru Yoneka | Paratriathlon   | Männer PTVI               |
| Yuki Hasegawa Shinichi Shimakawa Yukinobu Ike Seiya Norimatsu Hidefumi Wakayama Kae Kurahashi Masayuki Haga Daisuke Ikezaki Tomoaki Imai Shinya Nakamachi Hitoshi Ogawa Katsuya Hashimoto | Rollstuhlrugby  | mixed                     |
| Uchu Tomita | Schwimmen       | Männer 200 m Lagen SM11   |
| Mitsuteru Moroishi Kōji Sugeno | Rollstuhltennis | Männer Doppel             |
| Uran Sawada Kengo Oshima Yuka Takamatsu Tomoki Suzuki | Leichtathletik  | 4x100 m mixed             |
| Norika Hagiwara Eiko Kakehata Rieko Takahashi Yuki Temma Rie Urata Haruka Wakasugi | Goalball        | Frauen                    |
| Daiki Kajiwara Hiroshi Murayama | Badminton       | Männer Doppel WH          |
| Takumi Nakamura Takayuki Hirose Hidetaka Sugimura Yuriko Fujii | Boccia          | Gemischte Paare B1-2      |
| Yui Kamiji Momoko Otani | Rollstuhltennis | Frauen Doppel             |
| Akiko Sugino | Badminton       | Frauen Einzel SU5         |
| Yuma Yamazaki | Badminton       | Frauen Einzel WH2         |
| Noriko Ita Ayako Suzuki | Badminton       | Frauen Doppel SL3-SU5     |
| Tadashi Horikoshi | Leichtathletik  | Männer Marathon T12       |
| Daisuke Fujihara Akiko Sugino | Badminton       | Gemischtes Doppel SL3-SU5 |
| Tsutomu Nagata | Leichtathletik  | Männer Marathon T46       |

## Teilnehmer nach Sportart

### 5er-Fußball
| Wettbewerb  | 5er - Fußball - Männer |
| ----------- | --- |
| Athleten    | Daisuke Satō Hajime Teranishi Ryo Kawamura Robertoizumi Sasaki Akihito Tanaka Yasuhiro Sasaki Satoru Hinata Tomonari Kuroda Masahi Kamiyama Yuzuki Sonobe |
| Trainer     | Satoshi Takada |
| Platzierung | 5 |

### Badminton
Daisuke Fujihara - Akiko Sugino - Daiki Kajiwara - Hiroshi Murayama - Sarina Satomi - Yuma Yamazaki - Taiyo Imai - Kaede Kamiyama - Osamu Nagashima - Haruka Fujino - Noriko Ito - Rie Ogura

### Boccia
Shun Esaki - Takumi Nakamura - Kazuki Takahashi - Keisuke Kawamoto - Hidetaka Sugimura - Yuriko Fujii - Takayuki Hirose - Keiko Tanaka

### Bogenschießen
Männer
| Athleten                        | Wettbewerb     | Rang |
| ------------------------------- | -------------- | ---- |
| Kohji Oyama                     | Einzel W1      | 6    |
| Kohji Oyama Aiko Ozaki          | Mixed W1       | 6    |
| Leon Miyamoto Miho Nagano       | Mixed Compound | 9    |
| Tomohiro Ueyama                 | Einzel W2      | 15   |
| Tomohiro Ueyama Chika Shigesada | Mixed Recurved | 5    |

Frauen
| Athleten                        | Wettbewerb      | Rang |
| ------------------------------- | --------------- | ---- |
| Aiko Okazaki                    | Einzel W1       | 5    |
| Aiko Okazaki Kohji Okayama      | Mixed W1        | 6    |
| Miho Nagano                     | Einzel Compound | 17   |
| Miho Nagano Leon Miyamoto       | Mixed Compound  | 9    |
| Chika Shigesada                 | Einzel W2       | 7    |
| Chika Shigesada Tomohiro Ueyama | Mixed Recurved  | 5    |

### Gewichtheben
| Athleten       | Wettbewerb       | Gewicht | Rang |
| -------------- | ---------------- | ------- | ---- |
| Hiroshi Miura  | Männer bis 49 kg | 127 kg  | 9    |
| Tomohiro Kose  | Männer bis 59 kg | 145 kg  | 10   |
| Hajime Ujiro   | Männer bis 72 kg | 162 kg  | 6    |
| Chika Sakamoto | Frauen bis 79 kg | 77 kg   | 8    |

### Goalball
| Wettbewerb  | Goalball - Männer                                                   |
| ----------- | ------------------------------------------------------------------- |
| Athleten    | Yuto Sano Yuji Taguchi Ryoga Yamaguchi Koji Miyajiki Yuta Kawashima |
| Trainer     | Rikiya Kudo                                                         |
| Platzierung | 5                                                                   |

| Wettbewerb  | Goalball - Frauen                                                                  |
| ----------- | ---------------------------------------------------------------------------------- |
| Athleten    | Norika Hagiwara Eiko Kakehata Rieko Takahashi Yuki Temma Rie Urata Haruka Wakasugi |
| Trainer     | Kyoichi Ichikawa                                                                   |
| Platzierung | Bronze                                                                             |

### Judo
Männer
| Athleten            | Wettbewerb  | Rang          |
| ------------------- | ----------- | ------------- |
| Hirai Takaaki       | bis 60 kg   | 7             |
| Yujiro Seto         | bis 66 kg   | Bronze        |
| Takamasa Nagai      | bis 73 kg   | 7             |
| Aramitsu Kitazono   | bis 81 kg   | ausgeschieden |
| Haruka Hirose       | bis 90 kg   | 7             |
| Yoshikazu Matsumoto | bis 100 kg  | 7             |
| Kento Masaki        | über 100 kg | 7             |

Frauen
| Athleten        | Wettbewerb | Rang   |
| --------------- | ---------- | ------ |
| Shizuka Hangai  | bis 48 kg  | 5      |
| Yui Fujiwara    | bis 52 kg  | 5      |
| Junko Hirose    | bis 57 kg  | 5      |
| Hiroko Kudo     | bis 63 kg  | 7      |
| Kazusa Ogawa    | bis 70 kg  | Bronze |
| Minako Tsuchiya | über 70 kg | 7      |

### Leichtathletik
Mihoko Nishijima - Chiaki Takada - Sae Tsuji - Yuka Takamatsu - Maya Nakashima - Uran Sawada - Aimi Toyota - Mana Sasaki - Momoka Muraoka - Kaede Maegawa - Tomomi Tozawa - Saki Takakawa - Ayumi Takemura - Wakako Tsuchida - Tsubasa Kina - Misato Michishita - Yumiko Fuji - Kenya Karasawa - Shinya Wada - Hirokazu Ueyonabaru - Tomoki Sato - Kakeru Ishida - Masayuki Higuchi - Kozo Kubo - Atsushi Yamamoto - Junta Kosuda - Tomoya Ito - Kengo Oshima - Yuhei Yasuno - Takuya Shiramasa - Akihiro Yamazaki - Tomoki Suzuki - Takeru Matsumoto - Tomoki Ikoma - Tōru Suzuki - Kanta Kokubo - Tadashi Horikoshi - Yutaka Kumaguchi - Tsutomu Nagata

### Parakanu
Yuta Takagi - Saki Komatsu - Hiromi Tatsumi - Monika Seryu

### Paratriathlon
Männer
| Athleten       | Wettbewerb(e) | Zeit      | Rang   |
| -------------- | ------------- | --------- | ------ |
| Hideki Uda     | PTS4          | 1:03:45 h | Silber |
| Satoru Yoneoko | PTVI1         | 1:02:20 h | Bronze |
| Jumpei Kimura  | PTWC1         | 1:04:50 h | 6      |

Frauen
| Athleten        | Wettbewerb(e) | Zeit      | Rang |
| --------------- | ------------- | --------- | ---- |
| Yukako Hata     | PTS2          | 1:28:04 h | 7    |
| Atsuko Maruo    | PTVI2         | 1:20:59 h | 11   |
| Wakako Tsuchida | PTVI2         | 1:22:32 h | 9    |
| Mami Tani       | PTS4          | 1:22:23 h | 10   |

### Radsport
Keiko Sugiura - Miho Fuji - Shota Kawamoto - Masaki Fujita

### Reiten
Mannschaftswertung
| Athleten und Pferde                                                       | Wettbewerb    | Prozent   | Rang |
| ------------------------------------------------------------------------- | ------------- | --------- | ---- |
| Mitsuhide Miyaji Charmander Katsuji Takashima Huzette Sho Inaba Exclusive | Team to Music | 198,378 % | 15   |

Einzelwertungen: Championshiptest
| Athleten und Pferde         | Wettbewerb                    | Prozent  | Rang |
| --------------------------- | ----------------------------- | -------- | ---- |
| Mitsuhide Miyaji Charmander | Individual Test Grade II      | 66,824 % | 7    |
| Mitsuhide Miyaji Charmander | Individual Freestile Grade II | 67,434 % | 8    |
| Soshi Yoshigoe Hashtag      | Individual Test Grade II      | 63,823 % | 10   |
| Katsuji Takashima Huzette   | Individual Test Grade IV      | 65,951 % | 14   |
| Sho Inaba Exclusive         | Individual Test Grade III     | 67,529 % | 15   |

### Rollstuhlbasketball
| Wettbewerb  | Basketball - Männer |
| ----------- | --- |
| Athleten    | Akira Toyoshima Renshi Chokai Rin Kawahara Takuya Furusawa Ryuga Akaishi Tetsuya Miyajima Kiyoshi Fujisawa Reo Fujimoto Kei Akita Takyoshi Iwai Hiroaki Kozai |
| Trainer     | Kazuyuku Kyoya |
| Platzierung | Silber |

| Wettbewerb  | Basketball - Frauen |
| ----------- | --- |
| Athleten    | Izumi Zaima Amane Yanagimoto Miki Hirai Mayumi Tsuchida Mayo Hagino Ikumi Fuji Chinami Shimizu Mari Amimoto Chihiro Kitada Yui Kitama Emi Yasuno Rie Odajimo |
| Trainer     | Yoshiaki Iwasa |
| Platzierung | 6 |

### Rollstuhlfechten
| Athleten                                  | Klasse                              | Platz |
| ----------------------------------------- | ----------------------------------- | ----- |
| Shintaro Kano                             | Männer Einzel Säbel (Kategorie A)   | 12    |
| Shintaro Kano                             | Männer Einzel Florett (Kategorie A) | 12    |
| Shintaro Kano Ryuji Onda Michinobu Fujita | Team Japan Florett                  | 7     |
| Ryuji Onda                                | Männer Einzel Säbel (Kategorie B)   | 11    |
| Ryuji Onda                                | Männer Einzel Florett (Kategorie B) | 14    |
| Michinobu Fujita                          | Männer Einzel Degen (Kategorie B)   | 12    |
| Michinobu Fujita                          | Männer Einzel Florett (Kategorie B) | 12    |
| Anri Sakurai                              | Frauen Einzel Degen (Kategorie B)   | 6     |
| Anri Sakurai                              | Frauen Einzel Florett (Kategorie B) | 16    |
| Mieko Matsumoto                           | Frauen Einzel Florett (Kategorie A) | 17    |
| Mieko Matsumoto                           | Frauen Einzel Degen (Kategorie A)   | 16    |

### Rollstuhlrugby
| Wettbewerb  | Mixed |
| ----------- | --- |
| Athleten    | Yuki Hasegawa Shinichi Shimakawa Yukinobu Ike Seiya Norimatsu Hidefumi Wakayama Kae Kurahashi Masayuki Haga Daisuke Ikezaki Tomoaki Imai Shinya Nakamachi Hitoshi Ogawa Katsuya Hashimoto |
| Trainer     | Kevin Orr |
| Platzierung | Bronze |

### Rollstuhltennis
Takashi Sanada - Daisuke Arai - Takuya Miki - Mitsuteru Moroishi - Kōji Sugeno - Yui Kamiji - Shingo Kunieda - Momoko Ohtani - Saki Takamuro - Manami Tanaka

### Rudern
Tomomi Ichikawa - Haruka Yao - Yui Kimura - Toshihiro Nishioka - Ryohei Ariyasu - Hiroyuki Tatsuta

### Schießen
Daisuke Sasaki - Yusuke Watanabe - Mika Mizuta

### Schwimmen
Keiichi Kimura - Takayuki Suzuki -  Dai Tokairin - Uchu Tomita -  Naohide Yamaguchi - Satoru Miyazaki - Genki Saito - Kota Kubota - Kotaro Ogiwara - Takuro Yamada - Kaede Hinata - Tomotaro Nakamura - Akito Minai - Miyuki Yamada - Moemi Kinoshita - Mami Inoue - Yui Maori - Mayumi Narita - Mikuni Utsugi - Tomomi Ishiura - Chikako Ono - Ayano Tsujima - Mikika Serizawa

### Sitzvolleyball
| Wettbewerb  | Sitzvolleyball - Männer |
| ----------- | --- |
| Athleten    | Yuki Tanakawa Nozumo Sagane Masahiko Kato Tetsuo Minakawa Koji Hidaka Jun Tazawa Susumu Takasago Kōji Tanaka Takashi Yanagi Yoshihiro Ikura Kazunari Sasaki Takuya Nakano |
| Trainer     | Yoshihiro Kubo |
| Platzierung | 8 |

| Wettbewerb  | Sitzvolleyball - Frauen |
| ----------- | --- |
| Athleten    | Michiyo Nishie Mikiko Sumitomo Junko Fuji Shiori Ogata Sachie Akakura Satako Kikuchi Mamiko Osada Yukari Tanaka Sachie Takei |
| Trainer     | Yoshihisa Mano |
| Platzierung | 8 |

### Taekwondo
Männer
| Athleten       | Wettbewerb    | Rang |
| -------------- | ------------- | ---- |
| Mitsuya Tanaha | K44 bis 61 kg | 9    |
| Shunsuke Kudo  | K44 bis 75 kg | 7    |

Frauen
| Athleten  | Wettbewerb    | Rang |
| --------- | ------------- | ---- |
| Shoko Ota | K44 bis 58 kg | 7    |

### Tischtennis
Koyo Iwabuchi - Nobuhiro Minami - Yuri Tomono - Maki Ito - Kanami Furukawa - Nozomi Takeuchi - Takashi Asano - Masachika Inoue - Koya Kato - Takehsi Takemori - Katsuyoshi Yagi